# Liste der Gemeinden im Landkreis Augsburg

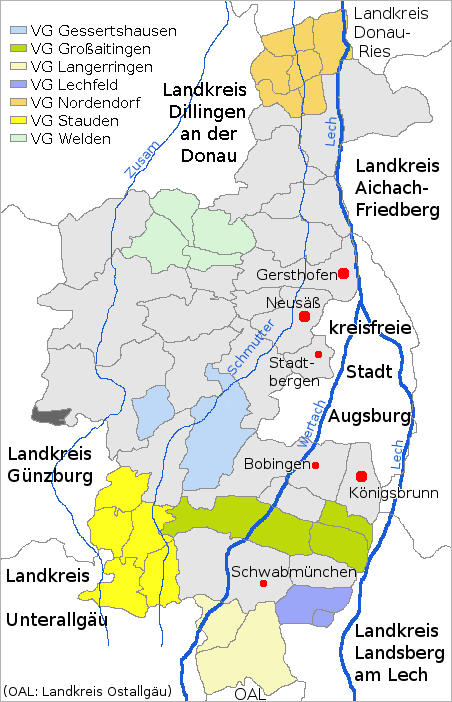
Überblick über den Landkreis Augsburg mit den Gemeinden und Verwaltungsgemeinschaften

Diese Liste der Gemeinden im Landkreis Augsburg gibt einen Überblick über die 46 kleinsten Verwaltungseinheiten des Landkreises. Er besteht aus sechs Städten, acht Märkten und 32 Gemeinden. Gersthofen, Königsbrunn und Neusäß sind Mittelstädte, die anderen drei, Bobingen, Schwabmünchen und Stadtbergen, sind Kleinstädte. 1939 wurden die Bezirksämter Augsburg, Schwabmünchen und Wertingen in Landkreis umbenannt. Ab diesem Zeitpunkt ist frühestens die Zugehörigkeit eines Hauptortes zum Landkreis in der Liste vermerkt. Obwohl Augsburg seit 1810 eine kreisfreie Stadt ist, ist sie Kreisstadt des Landkreises. In seiner jetzigen Form bildete sich der Landkreis nach der bayerischen Gebietsreform im Jahr 1972 aus den Landkreisen Augsburg und Schwabmünchen, Teilen des bisherigen Landkreises Wertingen und einigen Orten der Landkreise Donauwörth und Neuburg an der Donau. Die heutige Gemeindegliederung war im Jahr 1979 abgeschlossen. Bei den Teilorten der Gemeinden ist das Jahr vermerkt, in dem diese der Gemeinde beitraten.

## Beschreibung
Weiter gegliedert werden kann der Landkreis in sieben Verwaltungsgemeinschaften (VG) : VG Gessertshausen, VG Großaitingen, VG Langerringen, VG Lechfeld, VG Nordendorf, VG Stauden und die VG Welden; die Städte Bobingen, Gersthofen, Königsbrunn, Neusäß, Schwabmünchen und Stadtbergen sind wie die Märkte Biberbach, Diedorf, Dinkelscherben, Fischach, Meitingen, Thierhaupten und Zusmarshausen und die Gemeinden Adelsried, Altenmünster, Aystetten, Gablingen, Graben, Horgau, Kutzenhausen, Langweid am Lech und Wehringen nicht Mitglied einer Verwaltungsgemeinschaft.
Der Landkreis hat eine Gesamtfläche von 1.071,13 km². Die größte Fläche innerhalb des Landkreises besitzt der Markt Zusmarshausen mit 68,72 km². Es folgen der Markt Dinkelscherben mit 67,7 km², die Stadt Schwabmünchen mit 55,51 km² und die Stadt Bobingen mit 50,45 km². Drei Gemeinden haben eine Fläche, die größer ist als 40 km², jeweils sechs Gemeinden haben eine Fläche zwischen 30 und 40 km² beziehungsweise zwischen 20 und 30 km². 18 Gemeinden erreichen eine Fläche von über 10 km², welche dagegen von neun Gemeinden nicht überschritten wird. Die kleinsten Flächen haben die Gemeinden Bonstetten mit 6,71 km², Westendorf mit 6,32 km² und Klosterlechfeld mit 2,8 km². Die Fläche des einen Gemeindefreien Gebiets beträgt 3,28 km².
Der Landkreis Augsburg ist der Bevölkerungszahl nach der drittgrößte Landkreis Bayerns. Den größten Anteil an der Bevölkerung des Landkreises von 261.600 Einwohnern hat die Stadt Königsbrunn mit 28.030 Einwohnern, gefolgt von den Städten Neusäß mit 22.631 und Gersthofen mit 23.369. Die drei anderen Städte, Bobingen, Stadtbergen und Schwabmünchen, sowie der Markt Meitingen haben jeweils eine Bevölkerung zwischen 10.000 und 20.000 Einwohnern. Fünf Gemeinden haben eine Bevölkerung zwischen 5.000 und 10.000 Einwohnern, 30 zwischen 1.000 und 5.000. Zwei Gemeinden haben weniger als 1.000 Einwohner. Die drei kleinsten Gemeinden sind Heretsried mit 1009, Allmannshofen mit 965 und Kühlenthal mit 861 Einwohnern.
Der Landkreis hat eine Bevölkerungsdichte von 244 Einwohnern pro km². Die größte Bevölkerungsdichte innerhalb des Kreises hat die Stadt Königsbrunn mit 1.523 Einwohnern pro km², gefolgt von der Stadt Stadtbergen mit 1.354 und der Gemeinde Klosterlechfeld mit 1.052. Die Städte Neusäß und Gersthofen haben 900 beziehungsweise 688 Einwohner pro km². Eine Gemeinde hat über 400 Einwohner pro km², vier Gemeinden haben über 300, acht Gemeinden haben über 200, zwölf Gemeinden über 100 und 16 unter 100 Einwohner pro km². Die am dünnsten besiedelten Gemeinden sind Scherstetten mit 70, Mittelneufnach mit 63 und Heretsried mit 58 Einwohnern pro km².

## Legende
- Gemeinde: Name der Gemeinde, des Marktes oder der Stadt
- Teilorte: Aufgezählt werden die ehemals selbständigen Gemeinden der Verwaltungseinheit. Dazu ist – wenn bekannt – das Jahr der Eingemeindung angegeben, bei Hauptorten einer Gemeinde die Eingliederung der Gemeinde in den Landkreis.
- Verwaltungsgemeinschaft: Zeigt die Zugehörigkeit zu einer der sieben Verwaltungsgemeinschaften
- Wappen: Wappen der Gemeinde, des Marktes oder der Stadt
- Karte: Zeigt die Lage der Gemeinde, des Marktes oder der Stadt im Landkreis
- Fläche: Fläche der Gemeinde, des Marktes oder der Stadt, angegeben in Quadratkilometer
- Einwohner: Zahl der Menschen die in der Gemeinde, dem Markt oder der Stadt leben (Stand: 31. Dezember 2023[1])
- EW-Dichte: Angegeben ist die Einwohnerdichte, gerechnet auf die Fläche der Verwaltungseinheit, angegeben in Einwohner pro km² (Stand: 31. Dezember 2023[2])
- Höhe: Höhe der namensgebenden Gemeinde, des Marktes oder der Stadt in Meter über Normalnull[3]

## Gemeinden
| Gemeinde              | Teilorte | Verwaltungs- gemeinschaft | Wappen                                | Karte                                                     | Fläche   | Einwohner | EW- Dichte | Höhe |
| --------------------- | --- | ------------------------- | ------------------------------------- | --------------------------------------------------------- | -------- | --------- | ---------- | ---- |
| Landkreis Augsburg    | |                           | Wappen des Landkreises Augsburg       | Der Landkreis Augsburg                                    | 1.071,13 | 261.342   | 244        |      |
| Adelsried             | Adelsried (1939) |                           | Wappen der Gemeinde Adelsried         | Lage der Gemeinde Adelsried im Landkreis Augsburg         | 9,7      | 2.595     | 268        | 492  |
| Allmannshofen         | Allmannshofen (1972) | VG Nordendorf             | Wappen der Gemeinde Allmannshofen     | Lage der Gemeinde Allmannshofen im Landkreis Augsburg     | 10,31    | 965       | 94         | 448  |
| Altenmünster          | Altenmünster (1972) Baiershofen (1978) Eppishofen (1978) Hegnenbach (1978; ohne Rischgau) Hennhofen (1972) Neumünster (1978) Unterschöneberg (1978) Zusamzell (1978)          |                           | Wappen der Gemeinde Altenmünster      | Lage der Gemeinde Altenmünster im Landkreis Augsburg      | 41,3     | 4.668     | 113        | 436  |
| Aystetten             | Aystetten (1939) |                           | Wappen der Gemeinde Aystetten         | Lage der Gemeinde Aystetten im Landkreis Augsburg         | 9,35     | 3.017     | 323        | 480  |
| Markt Biberbach       | Affaltern Biberbach (1972) Eisenbrechtshofen Feigenhofen Markt |                           | Wappen des Marktes Biberbach          | Lage des Marktes Biberbach im Landkreis Augsburg          | 36,9     | 3.548     | 96         | 464  |
| Stadt Bobingen        | Bobingen (1972) Kreuzanger (1975) Reinhartshausen (1972) Straßberg (1972) Waldberg (1975)                                                                                     |                           | Wappen der Stadt Bobingen             | Lage der Stadt Bobingen im Landkreis Augsburg             | 50,45    | 18.070    | 355        | 521  |
| Bonstetten            | Bonstetten (1939) | VG Welden                 | Wappen der Gemeinde Bonstetten        | Lage der Gemeinde Bonstetten im Landkreis Augsburg        | 6,71     | 1.611     | 240        | 500  |
| Markt Diedorf         | Anhausen Biburg Diedorf (1939) Willishausen |                           | Wappen des Marktes Diedorf            | Lage des Marktes Diedorf im Landkreis Augsburg            | 33,21    | 10.705    | 324        | 485  |
| Markt Dinkelscherben  | Anried (1972) Breitenbronn (1978) Dinkelscherben (1939) Ettelried (1977) Fleinhausen (1978) Grünenbaindt (1978) Häder (1978) Lindach (1978) Oberschöneberg (1978) Ried (1978) |                           | Wappen des Marktes Dinkelscherben     | Lage des Marktes Dinkelscherben im Landkreis Augsburg     | 67,7     | 6.734     | 99         | 465  |
| Ehingen               | Ehingen (1972) Ortlfingen | VG Nordendorf             | Wappen der Gemeinde Ehingen           | Lage der Gemeinde Ehingen im Landkreis Augsburg           | 9,64     | 1.147     | 119        | 443  |
| Ellgau                | Ellgau (1972) | VG Nordendorf             | Wappen der Gemeinde Ellgau            | Lage der Gemeinde Ellgau im Landkreis Augsburg            | 13,89    | 1.176     | 85         | 421  |
| Emersacker            | Emersacker (1972) | VG Welden                 | Wappen der Gemeinde Emersacker        | Lage der Gemeinde Emersacker im Landkreis Augsburg        | 11,77    | 1.512     | 128        | 456  |
| Markt Fischach        | Fischach (1939) Aretsried Reitenbuch Siegertshofen Willmatshofen Wollmetshofen                                                                                                |                           | Wappen des Marktes Fischach           | Lage des Marktes Fischach im Landkreis Augsburg           | 30,1     | 5.042     | 168        | 497  |
| Gablingen             | Gablingen (1939) Lützelburg |                           | Wappen der Gemeinde Gablingen         | Lage der Gemeinde Gablingen im Landkreis Augsburg         | 26,74    | 4.865     | 182        | 460  |
| Stadt Gersthofen      | Gersthofen (1939) Batzenhofen (1978) Edenbergen (1978) Hirblingen (1975) Rettenbergen (1978)                                                                                  |                           | Wappen der Stadt Gersthofen           | Lage der Stadt Gersthofen im Landkreis Augsburg           | 33,95    | 23.274    | 688        | 469  |
| Gessertshausen        | Gessertshausen (1939) Deubach Döpshofen Margertshausen (1972) Wollishausen (1972)                                                                                             | VG Gessertshausen         | Wappen der Gemeinde Gessertshausen    | Lage der Gemeinde Gessertshausen im Landkreis Augsburg    | 41,34    | 4.416     | 107        | 478  |
| Graben                | Graben (1972) |                           | Wappen der Gemeinde Graben            | Lage der Gemeinde Graben im Landkreis Augsburg            | 14,56    | 3.990     | 274        | 556  |
| Großaitingen          | Großaitingen (1972) Reinhartshofen | VG Großaitingen           | Wappen der Gemeinde Großaitingen      | Lage der Gemeinde Großaitingen im Landkreis Augsburg      | 39,09    | 5.350     | 137        | 539  |
| Heretsried            | Heretsried (1972) Lauterbrunn | VG Welden                 | Wappen der Gemeinde Heretsried        | Lage der Gemeinde Heretsried im Landkreis Augsburg        | 17,31    | 1.009     | 58         | 507  |
| Hiltenfingen          | Hiltenfingen (1972) | VG Langerringen           | Wappen der Gemeinde Hiltenfingen      | Lage der Gemeinde Hiltenfingen im Landkreis Augsburg      | 14,55    | 1.637     | 113        | 556  |
| Horgau                | Horgau (1939, 1983) Auerbach (1983) Horgauergreut (1983) |                           | Wappen der Gemeinde Horgau            | Lage der Gemeinde Horgau im Landkreis Augsburg            | 26,52    | 2.953     | 111        | 463  |
| Kleinaitingen         | Kleinaitingen (1972) | VG Großaitingen           | Wappen der Gemeinde Kleinaitingen     | Lage der Gemeinde Kleinaitingen im Landkreis Augsburg     | 15,67    | 1.355     | 86         | 543  |
| Klosterlechfeld       | Klosterlechfeld (1972) | VG Lechfeld               | Wappen der Gemeinde Klosterlechfeld   | Lage der Gemeinde Klosterlechfeld im Landkreis Augsburg   | 2,8      | 2.945     | 1.052      | 561  |
| Stadt Königsbrunn     | Königsbrunn (1972) |                           | Wappen der Stadt Königsbrunn          | Lage der Stadt Königsbrunn im Landkreis Augsburg          | 18,4     | 28.231    | 1.523      | 515  |
| Kühlenthal            | Kühlenthal (1972) | VG Nordendorf             | Wappen der Gemeinde Kühlenthal        | Lage der Gemeinde Kühlenthal im Landkreis Augsburg        | 7,13     | 861       | 121        | 426  |
| Kutzenhausen          | Kutzenhausen (1939) Agawang (1978) Buch (1978) Rommelsried (1978) |                           | Wappen der Gemeinde Kutzenhausen      | Lage der Gemeinde Kutzenhausen im Landkreis Augsburg      | 27,93    | 2.675     | 96         | 480  |
| Langenneufnach        | Langenneufnach (1972) Habertsweiler | VG Stauden                | Wappen der Gemeinde Langenneufnach    | Lage der Gemeinde Langenneufnach im Landkreis Augsburg    | 12,87    | 1.895     | 147        | 522  |
| Langerringen          | Langerringen (1972) Gennach Schwabmühlhausen | VG Langerringen           | Wappen der Gemeinde Langerringen      | Lage der Gemeinde Langerringen im Landkreis Augsburg      | 42,1     | 4.134     | 98         | 569  |
| Langweid am Lech      | Langweid am Lech (1939) Achsheim (1972) Stettenhofen (1970) |                           | Wappen der Gemeinde Langweid am Lech  | Lage der Gemeinde Langweid am Lech im Landkreis Augsburg  | 23,54    | 8.706     | 370        | 451  |
| Markt Meitingen       | Meitingen (1972) Erlingen (1972) Herbertshofen (1972) Langenreichen (1978) Ostendorf (1972) Waltershofen (1972)                                                               |                           | Wappen des Marktes Meitingen          | Lage des Marktes Meitingen im Landkreis Augsburg          | 29,87    | 12.133    | 407        | 430  |
| Mickhausen            | Mickhausen (1972) Grimoldsried (1978) Münster (1978) | VG Stauden                | Wappen der Gemeinde Mickhausen        | Lage der Gemeinde Mickhausen im Landkreis Augsburg        | 15,48    | 1.378     | 89         | 539  |
| Mittelneufnach        | Mittelneufnach (1972) Reichertshofen | VG Stauden                | Wappen der Gemeinde Mittelneufnach    | Lage der Gemeinde Mittelneufnach im Landkreis Augsburg    | 16,96    | 1.070     | 63         | 564  |
| Stadt Neusäß          | Neusäß (1939) Hainhofen Hammel Ottmarshausen Schlipsheim Steppach bei Augsburg Täfertingen Westheim bei Augsburg                                                              |                           | Wappen der Stadt Neusäß               | Lage der Stadt Neusäß im Landkreis Augsburg               | 25,14    | 22.872    | 900        | 481  |
| Nordendorf            | Nordendorf (1972) Blankenburg (1975) | VG Nordendorf             | Wappen der Gemeinde Nordendorf        | Lage der Gemeinde Nordendorf im Landkreis Augsburg        | 7,51     | 2.615     | 348        | 422  |
| Oberottmarshausen     | Oberottmarshausen (1972) | VG Großaitingen           | Wappen der Gemeinde Oberottmarshausen | Lage der Gemeinde Oberottmarshausen im Landkreis Augsburg | 8,6      | 1.769     | 206        | 534  |
| Scherstetten          | Scherstetten (1972) Konradshofen | VG Stauden                | Wappen der Gemeinde Scherstetten      | Lage der Gemeinde Scherstetten im Landkreis Augsburg      | 15,69    | 1.098     | 70         | 561  |
| Stadt Schwabmünchen   | Schwabmünchen (1972) Birkach (1978) Klimmach (1978) Mittelstetten (1978) Schwabegg (1978)                                                                                     |                           | Wappen der Stadt Schwabmünchen        | Lage der Stadt Schwabmünchen im Landkreis Augsburg        | 55,51    | 14.819    | 272        | 558  |
| Stadt Stadtbergen     | Stadtbergen (1939) Deuringen (1978) Leitershofen (1978) |                           | Wappen der Stadt Stadtbergen          | Lage der Stadt Stadtbergen im Landkreis Augsburg          | 11,5     | 15.488    | 1.354      | 491  |
| Markt Thierhaupten    | Thierhaupten (1972) Baar (1978–1993) Heimpersdorf (1978–1993) Neukirchen (1978)                                                                                               |                           | Wappen des Marktes Thierhaupten       | Lage des Marktes Thierhaupten im Landkreis Augsburg       | 39,15    | 4.090     | 104        | 441  |
| Untermeitingen        | Untermeitingen (1972) | VG Lechfeld               | Wappen der Gemeinde Untermeitingen    | Lage der Gemeinde Untermeitingen im Landkreis Augsburg    | 15,58    | 7.696     | 494        | 558  |
| Ustersbach            | Ustersbach (1939) | VG Gessertshausen         | Wappen der Gemeinde Ustersbach        | Lage der Gemeinde Ustersbach im Landkreis Augsburg        | 11,14    | 1.248     | 112        | 490  |
| Walkertshofen         | Walkertshofen (1972) | VG Stauden                | Wappen der Gemeinde Walkertshofen     | Lage der Gemeinde Walkertshofen im Landkreis Augsburg     | 12,68    | 1.178     | 93         | 536  |
| Wehringen             | Wehringen (1972) |                           | Wappen der Gemeinde Wehringen         | Lage der Gemeinde Wehringen im Landkreis Augsburg         | 13,96    | 3.053     | 219        | 532  |
| Markt Welden          | Welden (1939) Reutern (1978) | VG Welden                 | Wappen des Marktes Welden             | Lage des Marktes Welden im Landkreis Augsburg             | 17,96    | 3.792     | 211        | 466  |
| Westendorf            | Westendorf (1972) | VG Nordendorf             | Wappen der Gemeinde Westendorf        | Lage der Gemeinde Westendorf im Landkreis Augsburg        | 6,32     | 1.710     | 271        | 425  |
| Markt Zusmarshausen   | Zusmarshausen (1939) Gabelbach Gabelbachergreut Horgau (1978–1983) Steinekirch Streitheim Vallried Wollbach Wörleschwang                                                      |                           | Wappen des Marktes Zusmarshausen      | Lage des Marktes Zusmarshausen im Landkreis Augsburg      | 68,72    | 6.598     | 96         | 465  |
| Gemeindefreie Gebiete | Schmellerforst |                           |                                       | Lage der Gemeindefreien Gebiete im Landkreis Augsburg     | 3,28     |           |            |      |